# Route 1 (Terre-Neuve-et-Labrador)
Pour les articles homonymes, voir Route 1.
La route 1 est une route provinciale de la province canadienne de Terre-Neuve-et-Labrador, Il s'agit de la route principale de l'île de Terre-Neuve. Elle dessert toutes les villes majeures de l'île, soit Channel-Port-aux-Basques, Corner Brook, Grand Falls-Windsor, Gander, Clarenville et Saint-Jean. D'une distance de 905 kilomètres, elle est la plus longue route de la province de Terre-Neuve-et-Labrador. De plus, elle est la route la plus empruntée de la province, constituant le lien majeur reliant le reste de l'île à la capitale et la principale ville, Saint-Jean, et aussi pour sortir de l'île, puisqu'elle relie l'île au traversier vers Sydney, en Nouvelle-Écosse. 
La route 1 fait partie de la route Transcanadienne, et le terminus est de celle-ci est situé sur la route 1, à son terminus est, au nord de Saint-Jean. Toutes les routes secondaires aboutissent sur la route 1. De plus, elle possède quelques sections autoroutières, soit à Corner Brook et à l'ouest de Saint-Jean. Le reste de la route est principalement une route à deux voies non-séparées avec des intersections. La limite de vitesse est de 100 km/h sur la majorité de son tracé.

## Tracé
La route 1 possède un seul tracé, une seule route. Puisque celle-ci est très longue, voici les sections entre les principales villes de l'île de Terre-Neuve :

### Channel-Port aux Basques à Corner Brook
L'extrémité ouest de la route 1 dans la province de Terre-Neuve-et-Labrador est situé au sud-est de Channel-Port-aux-Basques, à la gare du traversier vers la route 105 à Sydney en Nouvelle-Écosse. Elle croise d'abord la route 470 à sa sortie 1, puis elle se dirige vers le nord-ouest sur une vingtaine de kilomètres, passant au nord de Channel-Port aux Basques, puis traversant le parc provincial J. T. Cheeseman. À Red Rocks, elle s'oriente ensuite vers le nord pour suivre la côte du golfe du Saint-Laurent sur 19 kilomètres. Par la suite, elle se dirige vers le nord-est en suivant la rivière Codroy et le sentier de Terre-Neuve. Elle traverse ensuite une région beaucoup plus isolée sur environ 55 kilomètres. Plus au nord-est, elle atteint Saint George's, accessible par la route 461, puis elle croise la route 490 vers Stephenville dans un échangeur, la sortie 2, à son kilomètre 146. Elle frôle par la suite l'extrémité nord-ouest de Barachois Pond, puis elle croise la route 480 en direction de Burgeo. Elle se dirige ensuite toujours vers le nord-nord-est sur une distance de 50 kilomètres, ne possédant qu'un échangeur, la sortie 3, pour la route 460 à nouveau vers Stephenville, puis passant près des lacs Rocky, Georges et Pinchgut. Elle atteint finalement la frontière de Corner Brook, 200 kilomètres au nord de Channel-Port aux Basques. 
Alors qu'elle entre de Corner Brook, elle devient une autoroute à quatre voies séparées. Elle possède principalement trois sorties vers la ville, les sorties 4 (route 450), 5 (Condereration Road) et 6 (Lewin Parkway). La route 1 effectue ensuite un virage de 120° vers l'est pour quitter la deuxième ville en importance de la province et suit la rivière Humber.
Cette première section que traverse la route 1 est moyennement isolée, et la limite de vitesse est toujours fixée à 100 km/h.

### Corner Brook à Grand Falls-Windsor

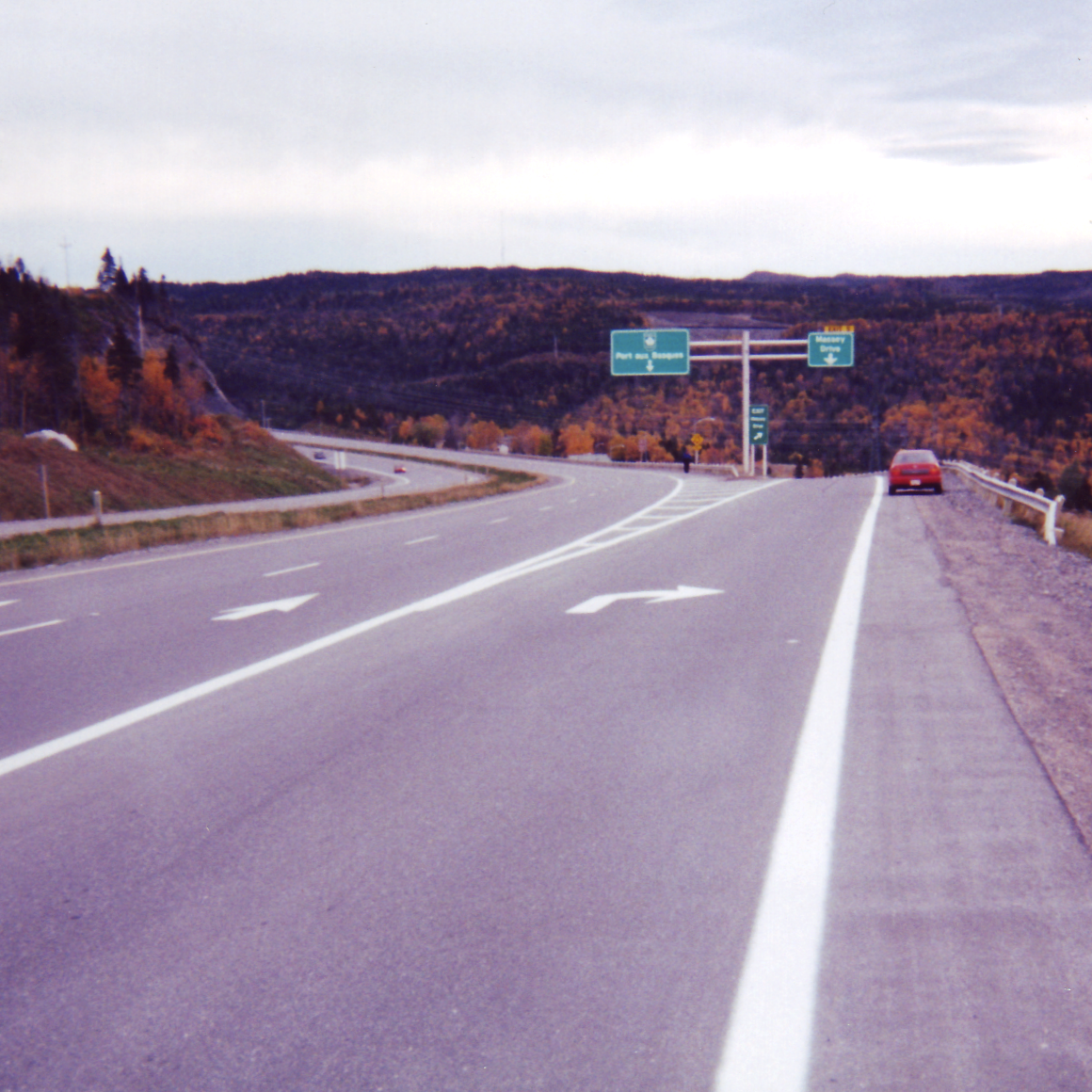
La route 1 ouest près de sa sortie 6, à l'est de Corner Brook, alors qu'elle est une autoroute à accès limité. C'est à cet endroit qu'elle effectue un virage de 120°.

La route Transcanadienne se dirige vers l'est après avoir franchi Corner Brook et suit la rivière Humber, en étant une autoroute à accès limité. Elle atteint Pasadena à ses sorties 12 et 13 (kilomètres 236 à 239), puis elle suit la rive sud du lac Deer pour une vingtaine de kilomètres. Au kilomètre 243, elle redevient une route à deux voies non séparées.
La route traverse ensuite Deer Lake en étant une route sans intersection, les sorties 15 et 16 permettent d'accéder à la ville. D'ailleurs, la sortie 16 permet l'accès à la route 430, qui rejoint le parc national du Gros-Morne ainsi que Saint-Barbe, L'Anse aux Meadows et Saint-Anthony. Approximativement 30 kilomètres à l'est de Deer Lake, la route Transcanadienne contourne le lac Sandy sur une distance de 30 kilomètres, puis suit le lac Birchy sur 15 kilomètres de manière rectiligne, et ce, dans un secteur isolé. Environ 21 kilomètres à l'est de Sheppardville, la route atteint Springdale Junction, où elle croise la route 390, puis emprunte une trajectoire vers le sud-est sur une distance de 13 kilomètres pour traverser South Brook, où elle croise la route 380. La route 1 se dirige ensuite vers le sud sur 55 kilomètres, traversant à nouveau une zone isolée, de manière plutôt rectiligne. Elle croise par la suite la route 370 à Badger, endroit où elle s'oriente vers l'est pour ainsi suivre la rive nord de la rivière des Exploits sur 50 kilomètres.
Au kilomètre 476, elle devient à nouveau une autoroute à accès limité, arrivant à Grand Falls-Windsor. Elle est ensuite la frontière entre les quartiers Grand Falls et Windsor de la municipalité, alors qu'elle possède quatre échangeurs vers la ville, soit les sorties 17, 18, 19 et 20. À l'est du kilomètre 484, elle redevient une route normale alors qu'elle quitte Grand Falls-Windsor.
Cette section mesure 275 kilomètres, et le territoire est très boisé, quoiqu'un peu urbanisé. La limite de vitesse est fixée également à 100 km/h sur toute la section.

### Grand Falls-Windsor à Gander
La grande route quitte Grand Falls-Windsor par le nord-est, suivant à nouveau la rivière des Exploits sur environ 25 kilomètres. Elle contourne ensuite Bishop's Falls par le nord, traverse la rivière, puis croise les routes 351 et 360. La route Transcanadienne se dirige par la suite vers le nord-est sur 25 kilomètres et possède ensuite un échangeur avec la route 340 à Notre Dame Junction, la sortie 23. Elle tourne ensuite vers le sud-est en suivant le sentier de Terre-Neuve, puis traverse Glenwood et Appleton. La 1 suit ensuite la rive nord du lac Gander sur 20 kilomètres, puis entre à Gander.
La route 1 ne traverse pas Gander, mais contourne bel et bien la ville par le sud. Deux entrées relient la route à la ville, une au kilomètre 572, et l'autre, au 576. Les deux entrées sont les routes Magee et Cooper, la route 330. Elle quitte la ville en empruntant une trajectoire sud-est, suivant toujours la rive nord du lac Gander.
Cette section mesure 95 kilomètres, et traverse une région plus urbanisée tout en ayant une limite de vitesse fixée à 100 km/h.

### Gander à Clarenville
Environ 30 kilomètres au sud-est de Gander, la route 1 bifurque vers le sud puis vers l'est en croisant la route 320 vers Gambo, puis elle emprunte une trajectoire vers l'est sur une distance de 17 kilomètres. Elle atteint ensuite Glovertown puis s'oriente en direction est sur neuf kilomètres. La route 1 entre ensuite dans le parc national de Terra Nova, où elle bifurque vers le sud. Elle traverse le parc national sur une distance de 50 kilomètres, se dirigeant vers le sud jusqu'au bras de mer Clode, où elle emprunte une trajectoire vers l'ouest. Elle contourne ensuite la fin du bras de mer en sortant du parc national et croise la route 233 à Port Blandford. La route 1 se dirige par la suite vers le sud sur une distance de neuf kilomètres, jusqu'à Thorburn Lake, où elle courbe vers le sud-est pour croiser la route 230 vers la péninsule de Bonavista, via la sortie 26. Elle se dirige ensuite vers le sud-est sur 13 kilomètres, puis fait son entrée dans Clarenville.
La route 1 passe au sud-ouest de la ville. Deux accès relient la ville à la route, soit celui de Manitoba Drive puis celui de la route 230A vers le centre-ville. 
Cette section mesure 150 kilomètres, le territoire est plus isolé, et la limite de vitesse est fixée à 100 km/h.

### Clarenville à Saint-Jean
La route 1 emprunte ensuite une trajectoire nord-sud sur une distance d'une soixantaine de kilomètres, entre Clarenville et Arnold's Cove. 
Après Clarenville, elle contourne les bras de mer Northwest et Southwest et croise ensuite la route 210 à Goobies vers Saint-Pierre-et-Miquelon. Elle traverse ensuite une région située entre les baies Trinity et Placentia, traversant Arnold's Cove. Cette section est particulièrement brumeuse, alors la précaution est de mise entre Arnold's Cove et la route 201. 
Après la sortie 27 vers Placentia, elle emprunte une trajectoire vers l'est sur une distance de 15 kilomètres, puis près de Whitbourne, elle devient une autoroute à accès limité, et ce, pour le reste de sa longueur, soit entre les kilomètres 827 et 905. 
La route 1 s'oriente vers l'est sur une distance de 16 kilomètres à l'est de Whitbourne, puis croise la route 75 à sa sortie 31. Elle possède ensuite plusieurs courbes sur une distance d'environ 25 kilomètres, possédant six sorties (32 à 37), croisant les routes 63, 90, 62 et 13. Après la sortie 37, elle se dirige vers le nord-est en suivant la frontière du parc provincial Butter Pot. Elle prend ensuite une orientation nord-est sur une distance de douze kilomètres, puis un peu après la sortie 39, elle bifurque vers l'est dans une courbe serrée. Après la sortie 40, au kilomètre 887, elle se dirige vers le nord-nord-est. Elle croise par la suite la route 2, à sa sortie 41A-B. Cette sortie est très empruntée, puisque la route 2 relie directement la route Transcanadienne, la 1, au centre-ville de Saint-Jean, situé douze kilomètres à l'est.
Le territoire de cette section est essentiellement boisé, peu urbanisé, et entre les sorties 32 et 40, le paysage est d'une allure lunaire: en effet, de grosses roches sont visibles alors même que la végétation est très rabougrie. De plus, la limite de vitesse est fixée à 110 km/h sur la section autoroutière.

### Saint-Jean et environs
Après l'échangeur des routes 1 et 2, la route 1 est aussi nommée Outer Ring Road. Celle-ci compte un total de neuf échangeurs qui mènent vers Saint-Jean ou vers les banlieues de Mount Pearl et de Paradise. La route 1 se dirige après la sortie 41 vers le nord sur deux kilomètres, possédant deux échangeurs, soit les sorties 42 et 43, puis elle tourne légèrement vers le nord-est pour passer au nord de Mount Pearl. Elle croise ensuite les routes 50 et 3A à ses sorties 44 et 45, puis se dirige vers le nord-est pour rejoindre le parc C. A. Pippy, qu'elle traverse. Les sorties 47, 48 et 49 permettent d'accéder au centre-ville de Saint-Jean, et la sortie 47 permet de relier la route Transcanadienne à l'aéroport via la route Portugal Cove. Au kilomètre 905, précisément la sortie 50 à Logy Bay, constitue l'extrémité est de la route 1, celle-ci devient alors la route East White Hills. Ce point constitue également l'extrémité est de l'entièreté de la route Transcanadienne. Dans les environs de Saint-Jean, la limite de vitesse est majoritairement fixée à 100 km/h.

## Nouvel alignement
La construction d'une nouvelle autoroute débute dans les années 1990 pour étendre la route 1 vers le nord-est dans ce qui est appelé aujourd'hui la Outer Ring Road jusqu'à son échangeur actuel avec la Logy Bay Road, dans la partie nord-est de la ville, en plus de passer dans l'aire commerciale de Stavanger Drive. Avant cette construction, l'extrémité est de la route 1 et du même coup de la route Transcanadienne était situé devant l'hôtel de ville de Saint-Jean sur la rue New Gower, puis le tracé suivait l'actuelle route 2, puis la route 1 vers le sud-ouest à sa sortie 41. C'est pour cette raison que la ville a nommé son centre de hockey « Mile One Center », adjacent à l'hôtel de ville.

## Voies
Le tableau suivant présente le nombre de voies de la route 1 en fonction de sa section. 
| Villes                                  | km        | Nombre de Voies                      | Description |
| --------------------------------------- | --------- | ------------------------------------ | --- |
| Channel-Port aux Basques à Massey Drive | 0 à 213   | Deux voies dont une par direction    | Occasionnellement, la route 1 possède 3 voies, 1 dans une direction, puis 2 dans l'autre, pour permettre aux camions et autres véhicules lourds de se ranger dans la voie de droite lors de côtes abruptes, ou de voie de dépassement. |
| Corner Brook à Pynn's Brook             | 213 à 243 | Quatre voies dont deux par direction | section autoroutière |
| Pynn's Brook à Grand Falls-Windsor      | 243 à 476 | Deux voies dont une par direction    | Occasionnellement, la route 1 possède 3 voies, 1 dans une direction, puis 2 dans l'autre, pour permettre aux camions et autres véhicules lourds de se ranger dans la voie de droite lors de côtes abruptes, ou de voie de dépassement. |
| Grand Falls-Windsor                     | 476 à 484 | Quatre voies dont deux par direction | Parfois, une troisième voie est ajoutée pour permettre de tourner à droite; section autoroutière |
| Grand Falls-Windsor à Whitbourne        | 484 à 827 | Deux voies dont une par direction    | Occasionnellement, la route 1 possède 3 voies, 1 dans une direction, puis 2 dans l'autre, pour permettre aux camions et autres véhicules lourds de se ranger dans la voie de droite lors de côtes abruptes, ou de voie de dépassement. |
| Whitbourne                              | 827 à 905 | Quatre voies dont deux par direction | section autoroutière |

## Danger

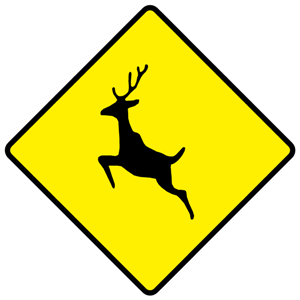
La prudence est de mise sur la route 1.

Environ 110 000 caribous, wapitis, cerfs et autres animaux sauvages sont présents seulement sur l'île de Terre-Neuve. La prudence est de mise sur la route 1, particulièrement lors de traverses de sections isolées. Si le risque est trop élevé dans une zone, des panneaux afficheront la présence élevée d'animaux. La vigilance et la prudence sont donc de mise.

## Intersections principales
Voici la liste des intersections principales de la route 1. Les numéros de sortie sont séquentiels, c'est-à-dire qu'ils augmentent non pas en fonction du kilométrage, mais bien en ordre croissant (1, 2, 3, etc.). Ils augmentent ainsi à partir de l'extrémité ouest jusqu'à la sortie numéro 50, située à l'extrémité est de la route. Par ailleurs, les numéros de sortie sont indiqués sur fond jaune sur la signalisation routière.
| Route 1 - Route Transcanadienne  |       |       | | |
| Location                         | km    | #     | Intersection/Destinations                                                                                      | Notes |
| Channel-Port aux Basques         | 0     |       | traversier vers Nouvelle-Écosse; Sydney, R-105                                                                 | extrémité sud-ouest de la 1 sur l'île de Terre-Neuve |
| Channel-Port aux Basques         | 0.5   | 1     | Route 470 est, Isle aux Morts, Burnt Islands                                                                   | |
| Red Rocks                        | 16    |       | Route 408 sud, Cape Ray                                                                                        | |
| Tompkins                         | 35    |       | Route 407 ouest, Saint-Andrews, Searston                                                                       | |
| Doyles                           | 38    |       | Route 406 ouest, Upper Ferry, Woodville                                                                        | |
| River Brook                      | 92    |       | Route 405 ouest, Maidstone, Highlands                                                                          | |
| Saint-Fintan's                   | 96    |       | Route 404 ouest, Jeffrey's, Heatherton                                                                         | |
| Flat Bay                         | 130   |       | Route 403 ouest, Flat Bay, Journois                                                                            | |
| Saint George's                   | 135   |       | Route 461 nord, Saint George's, Barachois Brook                                                                | |
| Barachois Brook                  | 146   | 2     | Route 490 ouest, Stephenville Crossing, Stephenville, Kippens                                                  | Accès à Stephenville depuis la 1 est |
| (Parc provincial Barachois Pond) | 158   |       | Route 480 sud, Burgeo                                                                                          | |
| Black Duck                       | 170   | 3     | Route 460 ouest, Stephenville, Kippens                                                                         | accès à Stephenville depuis la 1 ouest |
| Gallants                         | 180   |       | Route 402 ouest, Gallants, Spruce Brook                                                                        | |
| Corner Brook                     | 209   | 4     | Route 450 ouest, York Harbour, Little Point                                                                    | |
| Corner Brook                     | 213   | 5     | Confederation Rd., Massey Dr., Corner Brook, Massey Drive                                                      | Début de la première section autoroutière |
| Corner Brook                     | 215   | 6     | Lewin Pkwy., Corner Brook centre-ville                                                                         | virage de 120° |
| Corner Brook                     | 218   | 7     | Route 440 ouest, Summerside, Gillams                                                                           | |
| Dogwood                          | 221   | 8     | Marble Dr., Marble Mountain                                                                                    | |
| Harrison                         | 227   | 9     | Marble Dr., Humber Village                                                                                     | |
| Little Rapids                    | 228   | 10    | Marble Dr., Bonnell Dr.                                                                                        | |
| Little Rapids                    | 231   | 11    | Berkshire Rd., lac Deer                                                                                        | |
| Pasadena                         | 236   | 12    | Main St. | |
| Pasadena                         | 239   | 13    | Main St., South Service Rd.                                                                                    | fin de la première section autoroutière 4 kilomètres à l'est |
| Little Harbour                   | 253   | 14    | Ridgeview Rd., Saint-Judes                                                                                     | |
| Deer Lake                        | 259   | 15    | High St., Deer Lake centre                                                                                     | |
| Deer Lake                        | 261   | 16    | Route 430 nord, Parc national du Gros-Morne, L'Anse aux Meadows, Saint-Anthony                                 | accès principal au parc national de Gros-Morne, et au nord de l'île de Terre-Neuve |
|                                  | 290   |       | Route 401 sud, Howley                                                                                          | |
|                                  | 306   |       | Route 420 nord, Hampden, Jackson's Arm                                                                         | |
| Sheppardville                    | 360   |       | Route 410 nord, Péninsule Baie Verte                                                                           | |
| Springdale Junction              | 381   |       | Route 390 est, Springdale, King's Point                                                                        | |
| South Brook                      | 394   |       | Route 380 est, Robert's Arm, Head Harbour                                                                      | |
| Badger                           | 449   |       | Route 370 sud, Buchans                                                                                         | |
| Grand Falls-Windsor              | 477   | 17    | Lincoln Rd., Main St., Grand Falls-Windsor                                                                     | début de la deuxième section autoroutière |
| Grand Falls-Windsor              | 480   | 18    | Cormer Ave., Grand Falls-Windsor centre                                                                        | |
| Grand Falls-Windsor              | 481   | 19    | Harris Ave., Lincoln Rd., Grand Falls-Windsor                                                                  | |
| Grand Falls-Windsor              | 483   | 20    | Scott Ave., Grand Falls-Windsor                                                                                | Fin de la deuxième section autoroutière |
| Bishop's Falls                   | 490   | 21    | Greenfell Heights Rd., Main St., Wooddale, Bishop's Falls                                                      | |
| Bishop's Falls                   | 498   | 22    | Route 350 nord, Point Leamington, Fortune Harbour                                                              | |
| Jumpers Brook                    | 499   |       | Route 351 est, Route 360 sud, Harbour Breton, Norris Arm                                                       | |
| Norris Arm                       | 521   |       | Route 351 ouest, Norris Arm                                                                                    | |
| Notre Dame Junction              | 529   | 23    | Route 340 nord, Lewisporte, Campbellton                                                                        | |
| Gander                           | 576   |       | Route 330, Gander, aéroport de Gander, Carmanville, Musgrave Harbour                                           | |
| South Gambo                      | 616   | 24    | Route 320 nord, Gambo, Hare Bay, Wesleyville                                                                   | |
| Glovertown                       | 634   | 25    | Route 310 est, Glovertown, Salvage                                                                             | |
| Parc National Terra Nova         | 658   |       | Route 301 ouest, Terra Nova                                                                                    | |
| Port Blandford                   | 691   |       | Route 233 est, Musgravetown, Bloomfield (en)                                                                   | |
| Thorburn Lake                    | 707   | 26    | Route 230 est, Péninsule Bonavista, Catalina, Bonavista                                                        | accès principal pour la péninsule Bonavista depuis la 1 est |
| Clarenville                      | 724   |       | Route 230A nord, Clarenville centre, Milton                                                                    | accès principal pour la péninsule Bonavista depuis la 1 ouest |
| Hillview                         | 737   |       | Route 205 est, Hatchet Cove                                                                                    | |
| Queen's Cove                     | 743   |       | Route 204 est, Southport, Goosebery Cove                                                                       | |
| Goobies                          | 750   |       | Route 210 ouest, Marystown, Fortune, Saint-Pierre-et-Miquelon                                                  | |
| Arnold's Cove Station            | 769   | 26A   | Main Rd., Arnold's Cove                                                                                        | |
| Bellevue Beach                   | 790   |       | Route 201 est, Bellevue                                                                                        | |
| Bellevue Beach                   | 797   |       | Route 203 ouest, Fair Haven                                                                                    | |
| Chapel Arm                       | 812   | 27    | Route 201 nord, Route 202 sud, Long Cove, Villa Marie, Placentia                                               | |
| Whitbourne                       | 825   |       | Route 100 sud, Placentia, Cape Saint-Mary's Seabird Ecological Reserve                                         | |
| Whitbourne                       | 827   | 28    | Route 80 nord, Route 81 sud, Dildo, Colinet                                                                    | début de la troisième section autoroutière |
| Ocean Pond                       | 836   | 29    | Ocean Pond Rd.                                                                                                 | |
|                                  | 839   | 30    | Route 71 nord (Hodgewater Rd.), Clarke's Beach                                                                 | |
| Mahers                           | 843   | 31    | Route 75 nord, Harbour Grace, Carbonear                                                                        | échangeur trumpet |
| Brigus Junction                  | 845   | 32    | Healey's Pond Rd., Brigus Junction Rd., Conception Harbour                                                     | |
|                                  | 850   | 33    | Middle Gull Pond Rd., Middle Gull Pond                                                                         | |
|                                  | 852   | 34    | Route 63 (Avondale Rd.), Avondale                                                                              | |
| Newtown                          | 856   | 35    | Route 90 (Salmonier Rd.), Holyrood, Trepassey                                                                  | |
| Holyrood                         | 864   | 36    | Route 62 nord (Holyrood Rd.), Holyrood, Hopewell                                                               | |
|                                  | 866   | 37    | Route 13 est (Witless Bay Line), Bay Bulls, Witless Bay                                                        | |
| Parc Provincial Butter Pot       | 870   | 38    | Chemin du parc provincial Butter Pot                                                                           | |
| Foxtrap                          | 880   | 39    | Route 61 nord (Foxtrap Access Rd.), Foxtrap                                                                    | |
|                                  | 887   | 40    | Paddy's River Rd.                                                                                              | |
| Mount Pearl                      | 891   | 41A-B | Route 2 (Pitts Memorial Drive), Paradise, Holyrood, Conception Bay South, Mount Pearl, SAINT-JEAN CENTRE-VILLE | échangeur cloverleaf; accès principal de la Route Transcanadienne vers le centre-ville, ou vice-versa. Sortie 41A très empruntée depuis la 1 est; sortie vers la 1 ouest très empruntée depuis la 2 ouest    |
| Mount Pearl                      | 891.6 | 42    | Kenmount Rd., Sagona Ave., Bruce St., Paradise, Mount Pearl                                                    | |
| Mount Pearl                      | 892   | 43    | Route 60 (Topsail Rd.), Paradise, Mount Pearl, Saint-Jean                                                      | |
| Mount Pearl                      | 895   | 44    | Route 50 (Thorburn Rd.), Saint-Phillips, Saint-Jean                                                            | |
| Saint-Jean                       | 897   | 45    | Route 3A sud (Team Gushue Hwy.), vers Goldstone St. et Kenmount Rd., Saint-Jean                                | échangeur trumpet |
| Saint-Jean                       | 899   | 46    | Allendale Rd., Mt. Scio Rd., parc C.A. Pippy, Memorial Universiy, Saint-Jean                                   | |
| Saint-Jean                       | 900   | 47    | Route 40 (Portugal Cove Rd.), Saint-Jean centre-ville, Portugal Cove, Aéroport de Saint-Jean                   | accès principal vers l'aéroport |
| Saint-Jean                       | 902   | 48    | Route 20 (Torbay Rd.), Torbay, Saint-Jean centre-ville                                                         | Sortie incomplète; sortie de la 1 est seulement, entrée vers 1 ouest seulement |
| Saint-Jean                       | 903   | 49    | Aberdeen Ave., vers Snow's Ln. et Torbay Rd., Saint-Jean                                                       | accès pour Torbay Rd. depuis la 1 ouest; accès pour la 1 est depuis Torbay Rd. |
| Logy Bay                         | 905   | 50    | Route 30 (Logy Bay Rd.), Logy Bay, Middle Cove, Saint-Jean                                                     | Sortie incomplète; entrée ouest et sortie est seulement; La 1 se change en East White Hills Rd. vers Quidi Vidi; Terminus est de la route 1; Terminus est de la Route Transcanadienne; fin des voies rapides |
| - Sortie incomplète              |       |       | | |

## Altitude
Le territoire de l'île de Terre-Neuve étant très montagneux, l'altitude la route 1 est très variée. Voici l'altitude de la route à chaque 10 kilomètres.
| Altitude de la route 1, |                  |              |               |
| km                      | Altitude (pieds) | Altitude (m) | Baisse/Montée |
| 0                       | 0                | 0            |               |
| 10                      | 70               | 21,3         |               |
| 20                      | 180              | 54,9         |               |
| 30                      | 20               | 6,1          |               |
| 40                      | 110              | 33,5         |               |
| 50                      | 65               | 19,8         |               |
| 60                      | 400              | 121,9        |               |
| 70                      | 415              | 126,5        |               |
| 80                      | 430              | 131,0        |               |
| 90                      | 310              | 94,5         |               |
| 100                     | 205              | 62,5         |               |
| 110                     | 200              | 60,9         |               |
| 120                     | 230              | 70,1         |               |
| 130                     | 210              | 64,0         |               |
| 140                     | 200              | 60,9         |               |
| 150                     | 340              | 103,6        |               |
| 160                     | 190              | 57,9         |               |
| 170                     | 380              | 115,8        |               |
| 180                     | 460              | 140,2        |               |
| 190                     | 590              | 179,8        |               |
| 200                     | 650              | 198,1        |               |
| 210                     | 770              | 234,6        |               |
| 220                     | 200              | 60,9         |               |
| 230                     | 110              | 33,5         |               |
| 240                     | 120              | 36,6         |               |
| 250                     | 80               | 24,4         |               |
| 260                     | 40               | 12,2         |               |
| 270                     | 140              | 42,7         |               |
| 280                     | 350              | 106,6        |               |
| 290                     | 470              | 143,2        |               |
| 300                     | 360              | 109,7        |               |
| 310                     | 330              | 100,6        |               |
| 320                     | 320              | 97,5         |               |
| 330                     | 310              | 94,5         |               |
| 340                     | 350              | 106,6        |               |
| 350                     | 370              | 112,7        |               |
| 360                     | 180              | 54,9         |               |
| 370                     | 170              | 51,8         |               |
| 380                     | 30               | 9,1          |               |
| 390                     | 70               | 21,3         |               |
| 400                     | 150              | 45,7         |               |
| 410                     | 470              | 143,2        |               |
| 420                     | 640              | 195,0        |               |
| 430                     | 420              | 128,0        |               |
| 440                     | 350              | 106,6        |               |
| 450                     | 290              | 88,4         |               |
| 460                     | 220              | 67,0         |               |
| 470                     | 250              | 76,2         |               |
| 480                     | 210              | 64,0         |               |
| 490                     | 80               | 24,4         |               |
| 500                     | 110              | 33,5         |               |
| 510                     | 240              | 73,1         |               |
| 520                     | 300              | 91,4         |               |
| 530                     | 250              | 76,2         |               |
| 540                     | 310              | 94,5         |               |
| 550                     | 150              | 45,7         |               |
| 560                     | 220              | 67,0         |               |
| 570                     | 420              | 127,9        |               |
| 580                     | 370              | 112,7        |               |
| 590                     | 140              | 42,7         |               |
| 600                     | 260              | 79,2         |               |
| 610                     | 360              | 109,7        |               |
| 620                     | 30               | 9,1          |               |
| 630                     | 350              | 106,6        |               |
| 640                     | 180              | 54,8         |               |
| 650                     | 260              | 79,2         |               |
| 660                     | 360              | 109,7        |               |
| 670                     | 180              | 54,9         |               |
| 680                     | 130              | 39,6         |               |
| 690                     | 350              | 106,6        |               |
| 700                     | 510              | 155,4        |               |
| 710                     | 220              | 67,0         |               |
| 720                     | 210              | 64,0         |               |
| 730                     | 100              | 30,5         |               |
| 740                     | 380              | 115,8        |               |
| 750                     | 180              | 54,8         |               |
| 760                     | 130              | 39,6         |               |
| 770                     | 210              | 64,0         |               |
| 780                     | 320              | 97,5         |               |
| 790                     | 250              | 76,2         |               |
| 800                     | 310              | 94,5         |               |
| 810                     | 270              | 82,3         |               |
| 820                     | 190              | 57,9         |               |
| 830                     | 310              | 94,5         |               |
| 840                     | 300              | 91,4         |               |
| 850                     | 710              | 216,3        |               |
| 860                     | 670              | 204,1        |               |
| 870                     | 540              | 164,5        |               |
| 880                     | 610              | 185,9        |               |
| 890                     | 590              | 179,8        |               |
| 900                     | 260              | 79,2         |               |

## Communautés traversées
Voici la liste des toutes les communautés, villes, villages et municipalités qui sont traversées par la route 1 dans la province de Terre-Neuve-et-Labrador.
1. Channel-Port aux Basques
2. Red Rocks
3. McDougall Gulch
4. Tompkins
5. Doyles
6. Benoits Siding
7. South Branch
8. Coal Branch
9. North Branch
10. Codroy Pond
11. River Brook
12. Saint-George's
13. Barachois Brook
14. Massey Drive
15. Corner Brook
16. Dogwood
17. Steady Brook
18. Russell
19. Harrison
20. Little Rapids
21. Pasadena
22. Pynn's Brook
23. Little Harbour
24. Saint-Judes
25. Spillway
26. Deer Lake
27. Sheppardville
28. Springdale Junction
29. South Brook
30. Badger
31. Aspen Brook
32. Thunder Brook
33. Rushy Pond
34. Grand Falls-Windsor
35. Bishop's Falls
36. Jumpers Brook
37. Rattling Brook
38. Norris Arm
39. Notre Dame Junction
40. Lake O'Brien
41. Glenwood
42. Appleton
43. Monchy
44. Gander
45. Benton
46. Gambo
47. Gambo South
48. Alexander Bay Station
49. Glovertown
50. Traytown
51. Charlottetown
52. Port Blandford
53. Thorburn Lake
54. Clarenville
55. Deep Bight
56. Adeytown
57. Hillview
58. North West Brook
59. Queen's Cove
60. Glenview
61. Goobies
62. Come By Chance
63. Arnold's Cove Station
64. Southern Harbour
65. Bellevue Beach
66. Chapel Arm
67. Little Island Cove
68. Whitbourne
69. Ocean Pond
70. Brigus Junction
71. Newtown
72. Mount Pearl
73. Paradise
74. Saint-Jean
75. Logy Bay